# Inocent XI.
Blaženi Inocent XI., lat. Beatus Innocentius PP. XI. (Como, 19. svibnja 1611. – Rim, 12. kolovoza 1689.), rođen kao Benedetto Odescalchi, 240. poglavar Katoličke Crkve, papa od 21. rujna 1676. do smrti 1689. godine.

## Raniji život
Inocent XI. rodio se u Comu u Lombardiji u obitelji nižeg plemstva. Otac mu je bio Livio Odescalchi, patricij iz Coma i bankar u Venecijni, a majka Paola rođena di Castelli iz Bergama. Dio mladosti je proveo kao pripravnik kod svojega brata, koji je u Genovi vodio banku. Osnovno obrazovanje je završio kod isusovaca u Comu. Godine 1630. jedva je preživio epidemiju kuge od koje je umrla njegova majka. Poslije studira pravo u Rimu i Napulju gdje 1639. godine i doktorirao. O tome kada je postao svećenik nema pouzdanih podataka. Od 1640. papa Urban VIII. imenuje ga apostolskim protonarom (lat. protonotarius apostolicus), a dvije godine kasnije radi pri Vrhovnom sudu Apostolske signature za pravdu i milost. U narednim godinama bio je predsjednik Apostolske komore, povjerenik u Anconi, guverner Macerate i Picena, te financijski povjerenik u pokrajini Marche. Papa Inocent X. 3. ožujka 1645. imenuje ga kardinalom i postavlja za prefekta Vrhovnog suda Apostolske signature za pravdu i mir. Godine 1650. imenovan je biskupom Novare. Kao biskup odrekao se svojih prihoda kako bi pomogao siromašnima i bolesnima. Na njegovu zamolbu papa Aleksandar VII. razrješuje ga upraviteljem biskupije Novara i na njegovo mjesto postavlja njegovog brata Giulia, a Benedetto se vraća u Rim i obnaša razne dužnosti u Kuriji.

## Izbor za papu i pontifikat
Kada je 22. srpnja 1676. umro papa Klement X. kardinal Odescalcki je bio najizgledniji kandidat za novog papu. Njegovom izboru snažno se protivio francuski kralj Luj XIV. ali je pod pritiskom mnogih kardinala i stanovnika Rima popustio i preporučio francuskim kardinalima da glasaju za njega. Tako je Benedetto Odescalchi 21. rujna 1676. izabran za novog papu, odabravši si ime Inocent XI. u čast svoga prethodnika Inocenta X. koji ga je imenovao kardinalom. Kao papa poduzeo je odgovarajuće mjere da se stane na kraj pretjeranom trošenju papinskih fondova. Pritom je osobno davao primjer štedljivosti - riskirajući da ga se proziva za škrtost, obzirom na galantne mode kasnog baroka kakve su tada bile uobičajene na europskim dvorovima. Za vrijeme njegovog pontifikata odigrala se opsada Beča 1683. godine, te je Inocent XI. poduzeo uspješne diplomatske aktivnosti, najprije radi osiguravanja vojne pomoći opkoljenom Beču od strane poljskog kralja Jana Sobieskog, a potom radi osnivanja Svete lige, koja je u Velikom turskom ratu u razdoblju od 1683. – 1689. godine bila potisnula granice Otomanskog Carstva daleko na istok. Tim je oslobađanjem europskih područja od turske vlasti uključen u teritorij Hrvatske i mletačke Dalmacije pretežni dio današnjeg ozemlja Republike Hrvatske. Čitav pontifikat Inocenta XI. bio je obilježen sukobom s francuskim kraljem Lujem XIV., koji je vrlo dugo (1643. – 1715.) vladao, u to doba ekonomski, kulturalno i vojno najsnažnijom kršćanskom zemljom. Luj XIV. se uporno miješao u vjerske poslove. Tražio je pravo na imenovanje svih biskupa i upravljanje svim ckrvenim dobrima. Stavovi kralja Luja XIV. i njemu sklonih teologa poznati su pod nazivom Galikanizam. Neki su biskupi zbog toga prosvjedovali kod pape, pa je Inocent XI. odlučio intervenirati. Papa je Kralju slao pisma jedno za drugim, služeći se sve oštrijim riječima, tražeći od njega da opozove svoj edikt iz 1673. godine o pravu religija. Međutim, Luj XIV. nije bio čovjek koji je lako mijenjao odluke, pa je sazvao opću skupštinu klera (okupljala je 34 predstavnika visokog svećenstva, tj. biskupa i 38 pripadnika nižeg svećenstva) početkom 1682. godine. Dana 3. veljače skupština je usvojila prijedlog koji je kralja zadovoljio u onom što mu je bilo bitno, potvrdivši njegov edikt iz 1673. kao potpuno valjan, a papi nudeći moralnu zadovoljštinu jer je obvezao kralja da prepusti biskupska imenovanja papinskoj vlasti. Inocent XI. bio je ogorčen. Odbacio je prijedlog i nazvao ga uvredljivim za papinski autoritet. Za to vrijeme skupština klera je nastavila s radom i 19. ožujka jednoglasno je usvojila Deklaraciju u četiri članka. Papa je bio užasnut kada je saznao sadržaj tih članaka. Drugi članak sadržavao je zaključak koji je donio Baselski koncil dva i pol stoljeća ranije, po kojemu je koncil u pitanjima odlučivanja nadređen papi. Treći je govorio o posebnom položaju Francuske crkve koja u univerzalnoj Crkvi uživa tradicionalne povlastice koje proizlaze iz općeg prava. Četvrti članak u rimskom biskupu uvažava autoritet u pitanjima doktrine, ali dovodi u sumnju njegovu kompetenciju na administrativnom i disciplinskom planu. Za Papu je Deklaracija bila neprihvatljiva. Između Rima i Pariza započeo je tihi rat. Uslijedili su učestali incidenti s Francuskom, a vrhunac krize bilo je francusko zauzimanje Avignona. Papa je tada tajnim kanalima poručio Luju XIV. da ga čeka izopćenje. Ta prijetnja natjerala je Kralja na umjerenost, ali do izmirenja još neće doći. Zbog svoje strogosti papa Inocent XI. nije bio omiljen u narodu, ali su ga ubrzo nakon smrti počeli štovati. Prije nego što je postao papom uživao je ugled svećenika svetačkog života, gorljivog i nemilosrdnog prema samom sebi. Pošten i neumoran borac protiv siromaštva. Kao papa bio je čovjek koji ni za pedalj ne bi popustio kad je u pitanju bila dogma, moral, crkvena disciplina, autoritet i nezavisnost Svete Stolice, te prava Crkve. Danas prevladava mišljenje da je bio jedan od najznačajnijih papa 17. stoljeća. 

## Papina smrt
Sredinom 1689. godine zdravlje pape Inocenta XI. se naglo pogoršalo kada je papa pao u krevet. Dana 19. lipnja otkazao je predviđeni konzistorij za imenovanje novih kardinala. Iz kreveta više nije ustajao, te je 11. kolovoza na inzistiranje nekih kardinala odbio imenovati desetoricu novih kardinala. Ujutro 12. kolovoza više nije mogao govoriti i teško je disao. Papa Inocent XI. umro je istoga dana u 22:00 sata nakon duge i teške bolesti od bubrežnih kamenaca. Sahranjen je u velebnoj grobnicu u bazilici sv. Petra u Rimu. Papa Pio XII. proglasio je Inocenta XI. 1956. godine blaženim.